# Доценко, Анастасия Александровна
Анастаси́я Алекса́ндровна Доце́нко (род. 14 октября 1986 года, Зеленодольск, Республика Татарстан) — российская лыжница, призёр этапов Кубка мира. Универсал, одинаково успешно выступает и в спринтерских и в дистанционных гонках.

## Карьера
Заниматься лыжами начала в Тольятти, но из-за лучшего финансирования вернулась в родной Татарстан. 
В Кубке мира Доценко дебютировала в 2010 году, в феврале 2012 года впервые попала в тройку лучших на этапе Кубка мира, в спринте. Кроме этого на сегодняшний момент имеет пять попаданий в десятку лучших этапах Кубка мира — три в эстафете и два в личном спринте. Лучшим достижением Доценко в общем итоговом зачёте Кубка мира является 26-е место в сезоне 2011/12. 
За свою карьеру принимала участие в трёх чемпионатах мира. На мировом первенстве 2011 года была 30-й в спринте, 32-й в масс-старте на 30 км и 10-й в командном спринте. Лучший результат — 5 место в командном спринте на чемпионате 2015 года в Фалуне.

## Дисквалификация
1 декабря 2017 года, решением Международного олимпийского комитета за нарушение антидопинговых правил аннулированы результаты полученные на Олимпийских игр 2014 года в Сочи и пожизненно отстранена от участия в Олимпийских играх. В начале 2018 года спортивный арбитражный суд (CAS) частично удовлетворил апелляцию Доценко, она была признана виновной в нарушении антидопинговых правил, её результаты в Сочи остались аннулированы, однако суд заменил пожизненное отстранение от игр запретом на выступление на Олимпиаде 2018 года.